# Alex Nausner
Alexander Nausner (* 24. Januar 1976 in Oberndorf bei Salzburg) ist ein deutsch-österreichischer Radiomoderator. 

## Leben und Karriere
Der gebürtige Salzburger absolvierte eine Ausbildung zum Grafiker und begann seine Karriere als Moderator 1998 beim Salzburger Radiosender Welle 1, wo er die Morning-Show moderierte und in der Programmkonzeption mitarbeitete. Zudem moderierte er die T-Mobile Bundesliga. Im Jahr 2000 wechselte Nausner zum Jugendsender Hit FM nach Wien, wo er ebenfalls die Morning-Show moderierte. Nachdem dem Sender die Lizenz entzogen worden war, war Nausner ab 2001 bei KroneHit als Chef vom Dienst beschäftigt, wo er die Morgensendung sowie die Sendung Drivetime gestaltete und moderierte. Danach arbeitete Nausner für die Antenne Salzburg, wo er abermals als Chef vom Dienst und Morning-Show-Moderator arbeitete. Seit 2005 war Nausner beim Wiener Sender Radio 88.6 tätig, wo er die Morningshow moderierte und Programmdirektor war. Nausner war in dieser Funktion maßgeblich an der Umgestaltung der Ausrichtung des Senders beteiligt und Anchorman des Senders. Anfang November 2008 gaben der Sender und Alex Nausner bekannt, ab Jahresende getrennte Wege gehen zu wollen. Von Anfang 2009 bis Oktober 2012 war er Programmdirektor bei Antenne Wien und moderierte dort die Morningshow. Seit 2012 kommentiert er zusätzlich Championsleague-Spiele auf PULS 4. Seit 2013 arbeitet Alex Nausner an einem Onlineradio-Projekt für das Echo Medienhaus. Seit Juli 2013 ist er zudem Anchorman von Society TV auf OE24.tv.
Zudem übernahm er ab 2015 die Programmdirektion bei Radio OE24 und organisierte den Launch des bundesweiten Senders „Radio Austria“ im Herbst 2019, bei welchem er auch als Programmdirektor tätig ist. Seit 2020 moderiert er die Sendung Good Morning Austria.